# Сніговий лев

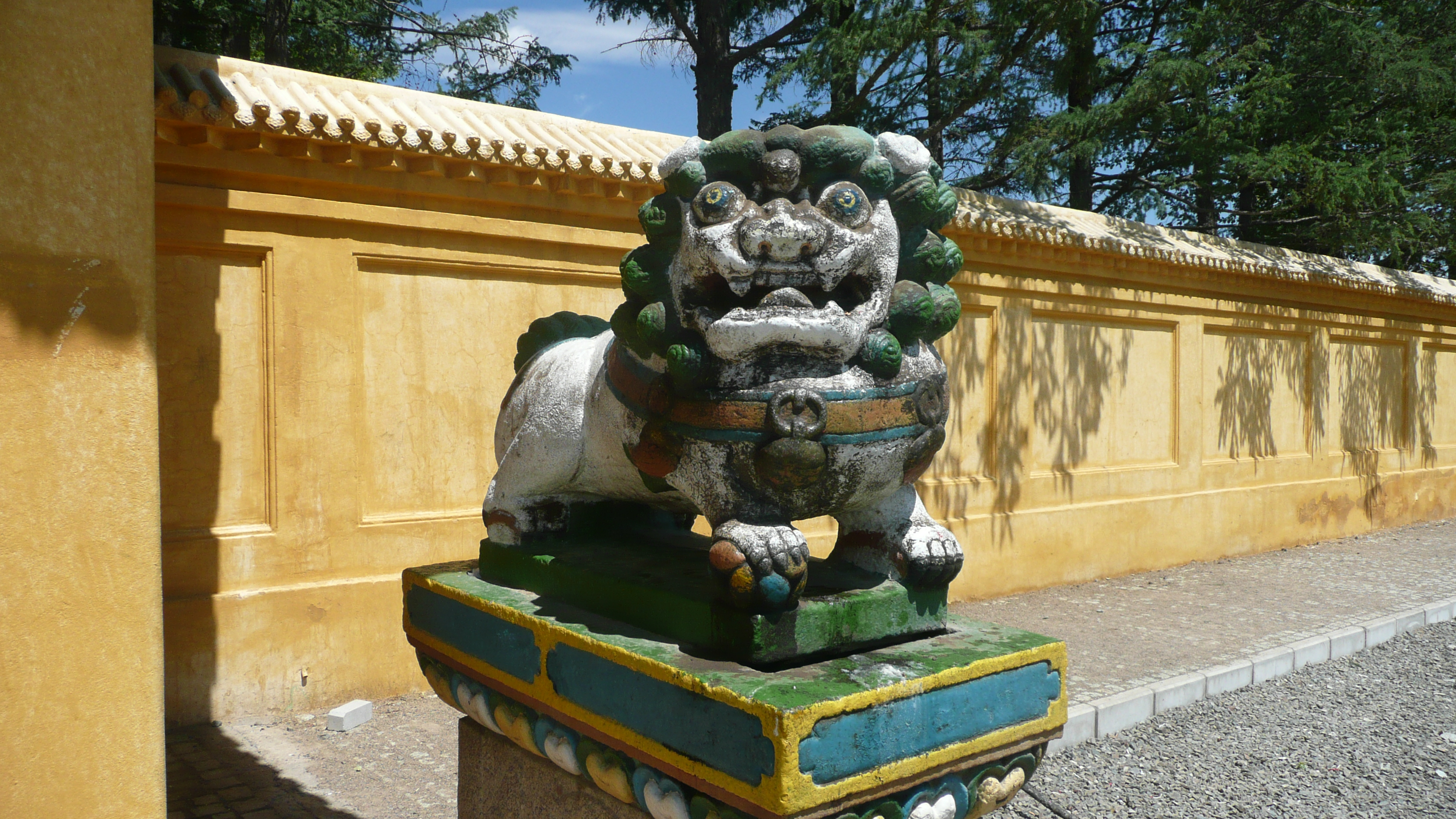
Статуя снігового лева в улан-баторському монастирі Гандантегченлін

Сніговий лев на прапорі Тибету (1920-1925)

Сніговий лев (тиб. གངས་ སེང་གེ་, Вайлі gangs seng ge, укр. трансліт. ган сенгє; монг. цаст арслан) - персонаж буддійської міфології, небожитель, вірний слуга будд і бодгісаттв. Наділений такими якостями, як відвага, рішучість і життєрадісність. 
В тибетській іконографії сніговий лев символізує непереможність Дхарми, чотири безстрашності Будди, східну сторону світла і землю (як стихію). Зазвичай зображується з тілом білого кольору, бірюзовою гривою, бровами і хвостом, з круглими очима і роззявленою пащею. Парні скульптури левів можна побачити біля входу до храмів тибетської буддійської традиції. 
Символ снігового лева використовувався і поза чисто релігійного контексту: так, снігові леви оточують улан-Баторський пам'ятник Сухе-Батора, засновника сучасної світської держави в Монголії. 

## Символ Тибету
Згідно середньовічним хроніками, починаючи з 820 року снігові леви зображувалися на штандартах тибетських воєначальників . 
У першій третині XX століття Далай-лама XIII заснував державну символіку Тибету - герб і прапор, на яких були присутні зображення снігових левів, що тримають в лапах буддійські символи.